# Сити-оф-Солфорд
Сити-оф-Солфорд (англ. City of Salford) — метрополитенский район (боро) со статусом сити в церемониальном графстве Большой Манчестер в Англии. Административный центр — город Суинтон.

## География
Район расположен в юго-западной части графства Большой Манчестер, граничит с графством Чешир.

## Состав
В состав района входят 6 городов:
- Ирлэм[англ.]
- Пендлбери[англ.]*
- Солфорд
- Суинтон[англ.]
- Уорсли[англ.]
- Эклс